# Хатисино
Хатисино — Деревня в Угранском районе Смоленской области России. Входит в состав Всходского сельского поселения.
Население — 0 жителей (2007 год).
Расположена в юго-восточной части области в 22 км к юго-западу от Угры, на автодороге Знаменка — Спас-Деменск. В 20 км юго-восточнее от деревни находится железнодорожная станция Баскаковка на линии Торжок-Брянск.

## История
В годы Великой Отечественной войны деревня была оккупирована гитлеровскими войсками в октябре 1941 года, освобождена в марте 1943 года.